# Véra Nabokov
Véra Nabokov, född som Vera Jevsejevna Slonim (på ryska: Вера Евсеевна Слоним) den 5 januari 1902 i Sankt Petersburg, Ryssland, död 7 april 1991 i Vevey, Schweiz, var en rysk redaktör och översättare. Som gift med författaren Vladimir Nabokov arbetade hon även som hans assistent och manager samt var en stor inspirationskälla till många av hans verk.

## Biografi
Vera föddes i en judisk familj och var en av tre döttrar till modern Slava Borisovna och fadern Jevsej Lazarevitj Slonim som var advokat. I samband med ryska revolutionen och första världskriget flyttade familjen från S:t Petersburg till Moskva för att sedan förflytta sig till Berlin och ansluta till en större grupp av ryska emigranter. Det var i Berlin som Véra och Vladimir träffades för första gången. 
Véra och Vladimir gifte sig i april 1925. I samband med giftermålet gav Véra upp sin egen spirande karriär som författare för att istället stötta Vladimir i dennes författarskap. Det var Véra som översatte mycket av Vladimirs verk och även på andra sätt tog aktiv del i och möjliggjorde hans författarskap.
Till följd av det antisemitiska politiska klimatet och Adolf Hitlers frammarsch i Tyskland flyttade Véra och Vladimir Nabokov från Europa till USA 1940. I USA lärde sig Véra att köra bil. Detta var en förutsättning för att Vladimir skulle kunna åka på sina många exkursioner och utflykter för fjärilsjakt. Det var under en sådan fjärilsjakt som Vladimir skrev sitt mest kända verk Lolita. Vladimir var ute på fjärilsjakt på dagarna och skrev ner på små lappar korta dialoger, fraser och idéer som han fått under sin fjärilsjakt. Att skriva sina romaner på hundratals lappar var Vladimirs vanliga skaparprocess. Han gav sedan lapparna till Véra som skrev av dem på skrivmaskin och indexerade dem.
Véra var synestetiker vilket är ett neurologiskt tillstånd som innebär att två eller flera sinnen är sammankopplade. I Véras fall tog det sig uttryck i att hon associerade bokstäver med särskilda färger.
I egenskap av manager av Vladimirs författarskap var Véra den första att läsa Vladimirs verk. Just i fråga om Lolita var det också Véra som hindrade Vladimir från att elda upp ett ofärdigt exemplar av Lolita. Det var i och med framgången med Lolita som Vladimir kunde ägna sig åt författande på heltid. När Véra, Vladimir och deras son Dimitri återvände till Europa på 1960-talet bosatte de sig på Montreux Palace Hotel i Schweiz. Véra fortsatte då med att understödja Vladimir i hans arbete och gjorde det ända fram till Vladimirs död 1977 och även efter hans död. På 1980-talet översatte hon Pale Fire till ryska och räddade Vladimirs ofullbordade sista roman, The Original of Laura (postumt utgiven 2009), från förgängelsen. 
När Véra avled 1991 begravdes hon tillsammans med Vladimir i Vevey i Schweiz.